# Lacerta schreiberi
Espèce
Statut de conservation UICN

 NT  : Quasi menacé
Lacerta schreiberi est une espèce de sauriens de la famille des Lacertidae.

## Répartition

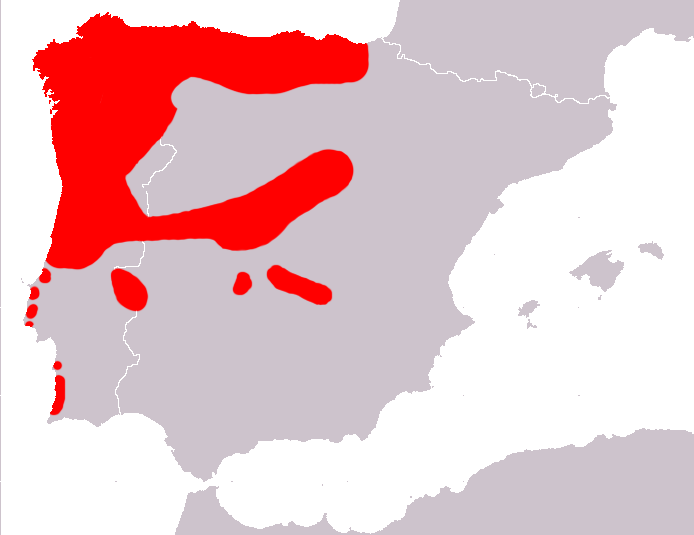
Distribution

Cette espèce se rencontre en Espagne et au Portugal.

## Description

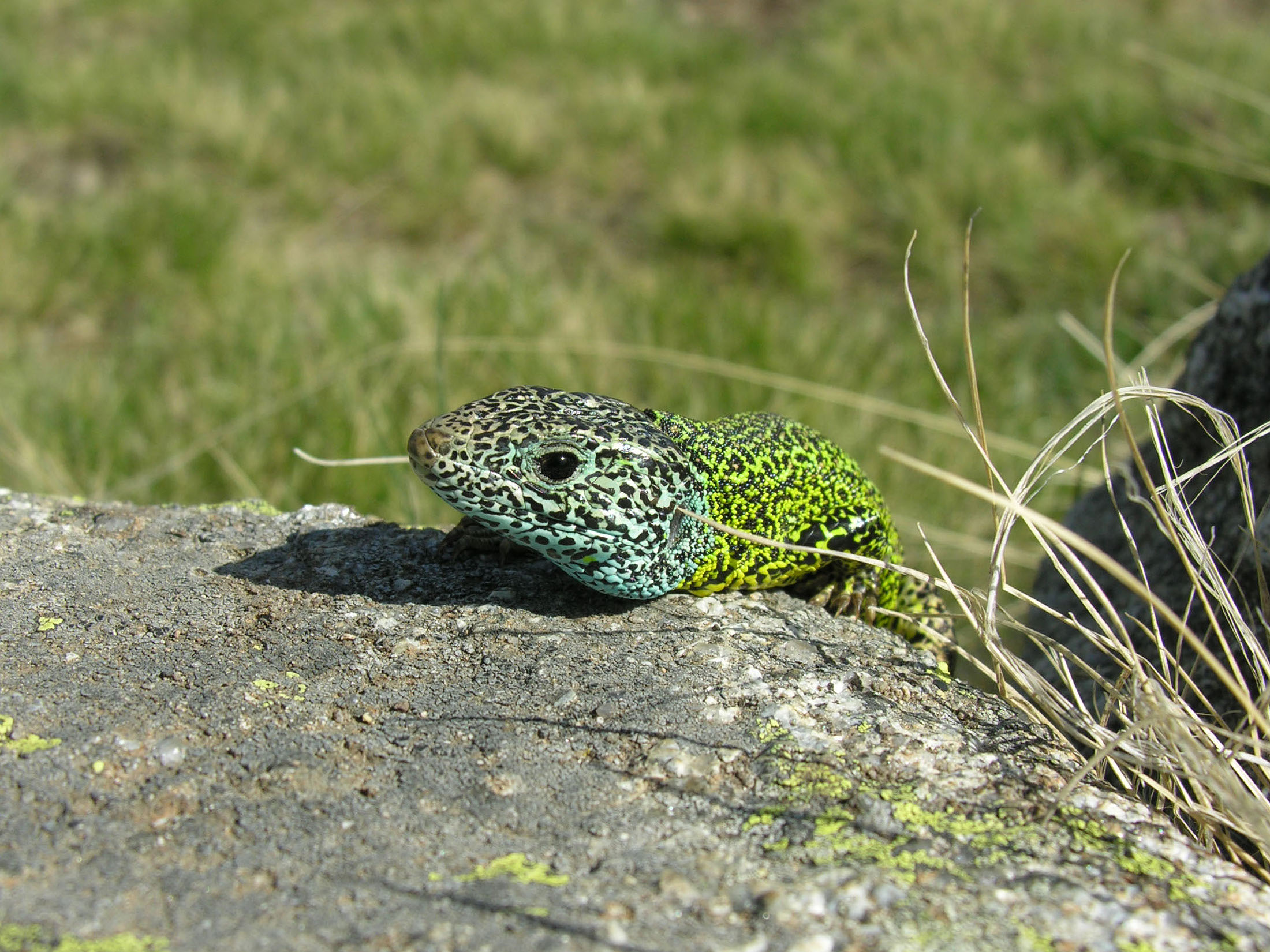
Lacerta schreiberi

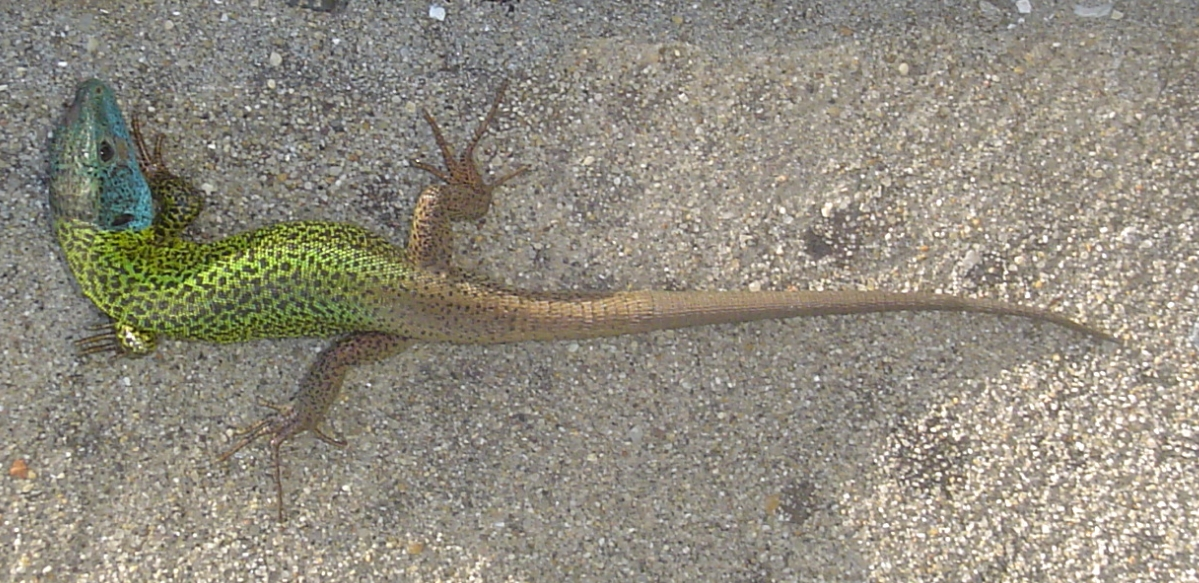
Lacerta schreiberi

Ce reptile peut atteindre environ 40 centimètres, dont près des deux tiers pour la queue.

## Étymologie
Cette espèce est nommée en l'honneur d'Egid Schreiber (1836-1913), un zoologiste autrichien.

## Publication originale
- Bedriaga, 1878 : Herpetologische Studien. Archiv für Naturgeschichte, vol. 44, no 1, p. 259-320 (texte intégral).